# Mille Gejl
Mille Gejl Jensen (født 23. september 1999) er en dansk fodboldspiller, der spiller angriber for HB Køge i den danske A Liga og Danmarks kvindefodboldlandshold. Hun blev som ung betragtet som et stort talent og nåede at spille 44 landskampe for ungdomslandsholdene.

## Karriere
Gejl startede sin fodboldkarriere i Varde IF. I 2015 skiftede hun til den større ligaklub KoldingQ, med hvem hun også nåede finalen i DBUs Landspokalturnering i 2018, der dog blev tabt. I august samme år skiftede hun til topklubben Brøndby IF. Med klubben var hun med til at vinde Elitedivisionen 2018-19 og pokalfinalen igen to gange. Året efter forlængede hun frem til sommeren 2020. Hun fik sin officielle debut i UEFA Women's Champions League 2018-19 med Brøndby, hvor hun også scorede til 2–2 mod den italienske storklub Juventus i sekstendedelsfinalerne. I UEFA Women's Champions League 2020-21 var Gejl desuden blandt de udvalgte straffeskytter i sekstendedelsfinalen mod Vålerenga, som blev vundet af Brøndby.
Herefter skiftede hun i juni 2021 til svenske BK Häcken i Damallsvenskan. Her var hun også en fast del af holdets opstilling i gruppespillet ved UEFA Women's Champions League 2021-22, hvor Häcken dog ikke avancerede fra gruppen. Gejl skiftede til NC Courage i januar 2023, og blev i januar 2024 udlånt til Montpellier. I 2025 vendte hun hjem til den dansk A Liga, hvor hun nu tørner ud for HB Køge.[kilde mangler]

### Landshold
Hun var udover succes på klubplan og optrådt flere gange på flere af ungdomslandsholdene. Hun scorede flere gange for U/17-landsholdene i kvalifikationerne frem mod U/17-EM i fodbold. Hun blev også udtaget til U/19-EM i fodbold 2018 i Schweiz, hvor Danmark historisk nåede semifinalen.
Den 21. januar 2019 fik hun så sin officielle debut for det danske A-landshold i en venskabskamp mod Finland i Larnaca, Cypern. I samme kamp scorede hun også sit første landsholdsmål.
Dernæst optrådte hun flere gange i kvalifikationen til EM i England 2022, VM-kvalifikationen og Algarve Cup i Portugal. I EM-kvalifikationskampen mod Georgien den 8. oktober 2019 scorede Mille Gejl Danmarks første mål, men måtte senere udgå med en skade. Hendes mål til 3-0 i VM-kvalen mod Rusland blev kåret til årets mål i 2021. I juni 2022 blev hun også udtaget, for første gang, til den endelige trup ved EM i fodbold 2022 i England.
Forud for EM-slutrunden i England, scorede Gejl 2–1-målet, fire minutter i overtiden i den historiske rekordkamp mod Brasilien der blev spillet foran 21.542 tilskuere i Parken. Gejl fik desuden et omkvæd dedikeret til sig, i den officielle EM-sang for kvindelandsholdet, med strofen: "You need to Gejl out".

## Landsholdsstatistik

### Internationale mål
Danmarks scoringer og resulterer ses først.
| #  | Dato               | By                 | Modstander          | Scoring | Resultat | Turnering        |
| -- | ------------------ | ------------------ | ------------------- | ------- | -------- | ---------------- |
| 1. | 21. januar 2019    | Larnaca, Cypern    | Finland             | 1–0     | 1–0      | Venskabskamp     |
| 2. | 29. august 2019    | Viborg, Danmark    | Malta               | 6–0     | 8–0      | EM-kvalifikation |
| 3. | 8. oktober 2019    | Tbilisi, Georgien  | Georgien            | 1–0     | 2–0      | EM-kvalifikation |
| 4. | 21. september 2021 | Baku, Aserbajdsjan | Aserbajdsjan        | 7–0     | 8–0      | VM-kvalifikation |
| 5. | 21. oktober 2021   | Viborg, Danmark    | Bosnien-Hercegovina | 6–0     | 8–0      | VM-kvalifikation |
| 6. | 30. november 2021  | Viborg, Danmark    | Rusland             | 3–0     | 3–1      | VM-kvalifikation |
| 7. | 24. juni 2022      | København, Danmark | Brasilien           | 2–1     | 2–1      | Venskabskamp     |

## Meritter
- Damallsvenskan:
  - Guld (1): 2021
- Elitedivisionen:
  - Guld (1): 2019
  - Sølv (1): 2020
- Sydbank Kvindepokalen:
  - Finalist (1): 2019, 2021